# قميص عثمان
قميص عثمان (بالإنجليزية: Bloody Shirt)‏ هي عبارة دارجة في الصحافة وعلى ألسن الناس تجسد مفهوم اجتماعي له جذور تاريخية. وهو قميص ملطخ بدم القتيل، يُعرَض على رؤوس الأشهاد للتحريض على الأخذ بالثأر. بدأ هذا المصطلح عندما استخدم الأمويون مقتل عثمان بن عفان لمعارضة علي بن أبي طالب حتى يسلمهم قتلة عثمان. تروي الروايات أن الأمويين أخذوا فعلاً قميص عثمان إلى الشام ورفعوه في حروبهم. واليوم، يُقال «قميص عثمان» لكل شخص أو جهة تستخدم مظلمة أو معاناة إنسان آخر أو مجموعة من الناس من أجل أهداف شخصية.

## في التاريخ
يرجع ورود مصطلح قميص عثمان إلى بدايات فتنة مقتل عثمان، فقد روى ابن كثير أن مرسولاً من معاوية وقف عند علي قائلاً: «تركت سبعين ألف شيخ يبكون تحت قميص عثمان، وهو على منبر دمشق» فرد علي:«اللهم إنا نبرئ إليك من دم عثمان»